# Ocilla (Georgia)
Ocilla település az Amerikai Egyesült Államok Georgia államában, Irwin megyében, melynek megyeszékhelye is. Lakosainak száma 3498 fő (2020. április 1.).

## Népesség
A település népességének változása:

| 2010 | 3 414 |
| 2020 | 3 498 |